# Olympische Sommerspiele 2008/Teilnehmer (Botswana)
| Gelbes Symbol für Goldmedaillen mit stilisierten Olympischen Ringen | Graues Symbol für Silbermedaillen mit stilisierten Olympischen Ringen | Braundes Symbol für Bronzemedaillen mit stilisierten Olympischen Ringen |
| ------------------------------------------------------------------- | --------------------------------------------------------------------- | ----------------------------------------------------------------------- |
| —                                                                   | —                                                                     | —                                                                       |

Botswana nahm an den Olympischen Sommerspielen 2008 in der chinesischen Hauptstadt Peking mit elf Athleten, zwei Frauen und neun Männern, in drei Sportarten teil.
Seit 1980 in Moskau war es die achte Teilnahme eines Teams aus Botswana bei Olympischen Sommerspielen.

## Flaggenträger
Die Schwimmerin Samantha Paxinos trug die Flagge Botswanas während der Eröffnungsfeier im Nationalstadion; bei der Schlussfeier wurde sie vom Boxer Khumiso Ikgopoleng getragen.

## Teilnehmer nach Sportarten

### Boxen
- Thato Batshegi
Herren, Federgewicht
- Khumiso Ikgopoleng
Herren, Bantamgewicht

### Leichtathletik
- Onalenna Baloyi
- Ndabili Bashingili
- Gable Garenamotse
- Fanuel Kenosi
- Kabelo Kgosiemang
- Gakologelwang Masheto
- Amantle Montsho

### Schwimmen
- John Kamyuka
- Samantha Paxinos